# 후지사와시
후지사와시(일본어: 藤沢市)는 일본 가나가와현에 있는 시이다. 1940년에 시가 되었다. 가마쿠라 시대에는 몬젠마치로 발전했고, 에도 시대에는 도카이도의 슈쿠바(역참)로 번창하였다.

## 지리
가나가와현 중남부에 있고 사가미만과 접한다. 시 북부는 사가미노 고원, 남부는 쇼난 모래 언덕에 위치해 있다. 도시는 도카이도에 놓여 있고 동쪽으로 가마쿠라시, 서쪽으로 지가사키시와 접한다. 후지사와의 북쪽은 야마토시와 에비나시로 북동쪽은 요코하마시이다. 후지사와는 세 가지의 주요한 지형 특색이 있다. 남쪽의 에노시마는 다리를 통해 가타세 해안선과 연결되고 두 개의 강으로 히키치강(引地川)과 사카이강(境川)이 북쪽에서 남쪽으로 흐른다.

## 역사
후지사와는 14세기 후반에 처음으로 문헌 태평기에 등장한다. 후지사와는 유교지 주변으로 개발되었고 1325년에 설립되었다. 후지사와슈쿠는 에도 시대에 도카이도를 따라 있던 슈쿠바(역참)였다. 1878년에 군구정촌편제법이 실시되어 고자군(高座郡)의 군청이 설립되었다. 도카이도 본선의 후지사와역이 1887년에 건설되었다. 1889년에 후지사와오사카정(藤沢大坂町)과 후지사와오토미정(藤沢大富町)이 설치되었다. 1907년에 후지사와오사카정과 후지사와오토미정이 합쳐졌다. 1908년에 후지사와오사카정, 구게누마촌(鵠沼村), 메이지촌(明治村)이 합쳐져 고자군 후지사와정(高座郡 藤沢町)이 되었다. 1940년에 후지사와정은 후지사와시로 승격되었다. 1941년에 무라오카촌(村岡村), 1942년에 무쓰아이촌(六会村), 1947년에 가타세정(片瀬町)이 후지사와시에 편입되었다. 1955년에 고쇼미촌, 조고, 다카쿠라, 엔도가 후지사와시에 편입되었다.

## 경제
소니가 운영하는 쇼난 테크놀로지 센터가 후지사와에 있다. 최근에는 IBM, 파나소닉과 여러 회사들이 광범위한 구조조정 프로그램의 일환으로 후지사와에 있던 공장을 폐쇄하였다. 그러나 후지사와는 상당한 공업 기반을 유지하고 있다. 이스즈는 쇼난다이 주변에 커다란 트럭 공장을 보유하고 있고 고베 제강소 공장이 도시 동쪽에 있다.

## 교통

### 철도
- 동일본 여객철도 도카이도 본선
- 오다큐 전철 에노시마선
- 사가미 철도 이즈미노선
- 요코하마 시영 지하철 블루 라인
- 에노시마 전철 에노시마 전철선
- 쇼난 모노레일

### 도로
- 고속도로: 신쇼난 바이패스
- 국도: 국도 1호선, 국도 134호선, 국도 467호선

## 인구
| 연도 | 인구    | ±%     |
| ---- | ------- | ------ |
| 1950 | 96,880  | —      |
| 1960 | 124,601 | +28.6% |
| 1970 | 228,789 | +83.6% |
| 1980 | 300,248 | +31.2% |
| 1990 | 350,330 | +16.7% |
| 2000 | 379,185 | +8.2%  |
| 2010 | 409,657 | +8.0%  |
| 2020 | 436,905 | +6.7%  |

## 기후
| 후지사와시 쓰지도의 기후                                     | 후지사와시 쓰지도의 기후 | 후지사와시 쓰지도의 기후 | 후지사와시 쓰지도의 기후 | 후지사와시 쓰지도의 기후 | 후지사와시 쓰지도의 기후 | 후지사와시 쓰지도의 기후 | 후지사와시 쓰지도의 기후 | 후지사와시 쓰지도의 기후 | 후지사와시 쓰지도의 기후 | 후지사와시 쓰지도의 기후 | 후지사와시 쓰지도의 기후 | 후지사와시 쓰지도의 기후 | 후지사와시 쓰지도의 기후 |
| 월                                                           | 1월                      | 2월                      | 3월                      | 4월                      | 5월                      | 6월                      | 7월                      | 8월                      | 9월                      | 10월                     | 11월                     | 12월                     | 연간                     |
| ------------------------------------------------------------ | ------------------------ | ------------------------ | ------------------------ | ------------------------ | ------------------------ | ------------------------ | ------------------------ | ------------------------ | ------------------------ | ------------------------ | ------------------------ | ------------------------ | ------------------------ |
| 역대 최고 기온 °C (°F)                                       | 19.7 (67.5)              | 22.1 (71.8)              | 23.4 (74.1)              | 27.2 (81.0)              | 30.6 (87.1)              | 32.1 (89.8)              | 36.2 (97.2)              | 36.9 (98.4)              | 36.5 (97.7)              | 31.2 (88.2)              | 25.2 (77.4)              | 22.8 (73.0)              | 36.9 (98.4)              |
| 일평균 최고 기온 °C (°F)                                     | 10.8 (51.4)              | 11.4 (52.5)              | 14.2 (57.6)              | 18.5 (65.3)              | 22.4 (72.3)              | 24.9 (76.8)              | 28.2 (82.8)              | 30.3 (86.5)              | 27.6 (81.7)              | 22.7 (72.9)              | 17.8 (64.0)              | 13.2 (55.8)              | 20.2 (68.3)              |
| 일일 평균 기온 °C (°F)                                       | 6.0 (42.8)               | 6.8 (44.2)               | 9.8 (49.6)               | 14.4 (57.9)              | 18.6 (65.5)              | 21.6 (70.9)              | 25.1 (77.2)              | 26.9 (80.4)              | 23.9 (75.0)              | 18.7 (65.7)              | 13.4 (56.1)              | 8.5 (47.3)               | 16.1 (61.1)              |
| 일평균 최저 기온 °C (°F)                                     | 1.5 (34.7)               | 2.2 (36.0)               | 5.4 (41.7)               | 10.2 (50.4)              | 15.1 (59.2)              | 18.9 (66.0)              | 22.8 (73.0)              | 24.3 (75.7)              | 20.8 (69.4)              | 15.3 (59.5)              | 9.5 (49.1)               | 4.1 (39.4)               | 12.5 (54.5)              |
| 역대 최저 기온 °C (°F)                                       | −4.3 (24.3)              | −5.0 (23.0)              | −2.1 (28.2)              | −0.2 (31.6)              | 7.0 (44.6)               | 12.3 (54.1)              | 16.7 (62.1)              | 17.7 (63.9)              | 12.2 (54.0)              | 7.4 (45.3)               | 0.8 (33.4)               | −3.5 (25.7)              | −5.0 (23.0)              |
| 평균 강수량 mm (인치)                                        | 60.8 (2.39)              | 61.1 (2.41)              | 132.6 (5.22)             | 134.4 (5.29)             | 148.1 (5.83)             | 171.9 (6.77)             | 159.6 (6.28)             | 120.6 (4.75)             | 197.3 (7.77)             | 191.1 (7.52)             | 97.7 (3.85)              | 63.7 (2.51)              | 1,529.5 (60.22)          |
| 평균 강수일수 (≥ 1.0 mm)                                     | 5.6                      | 5.9                      | 10.1                     | 9.4                      | 10.2                     | 11.9                     | 10.3                     | 6.8                      | 10.8                     | 10.2                     | 8.0                      | 5.8                      | 105                      |
| 평균 월간 일조시간                                           | 202.5                    | 177.7                    | 181.3                    | 182.6                    | 187.5                    | 133.5                    | 171.3                    | 214.7                    | 147.1                    | 144.2                    | 160.8                    | 192.3                    | 2,096.9                  |
| 출처: 일본 기상청 (평년값: 1992년~2020년, 극값: 1992년~현재) |                          |                          |                          |                          |                          |                          |                          |                          |                          |                          |                          |                          |                          |

## 자매 도시
- 대한민국 충청남도 보령시